# Orosman Bone Baldi
Pour les articles homonymes, voir Baldi.
Edgardo « Orosman » Bone Baldi (né le 15 juillet 1944 et mort le 12 décembre 2015) est un joueur et entraîneur de football uruguayen.
Il évoluait habituellement comme .

## Carrière
Edgardo Baldi joue successivement dans les équipes suivantes : Club Atlético Plaza, Club Bolívar, Liga Deportiva Alajuelense et Deportivo Santa Cecilia.
Il a été entraîneur de différents clubs en Bolivie, au Nicaragua, au Panama, en Uruguay, au Brésil et au Suriname. Baldi a également été sélectionneur de l'équipe nationale du Panama et de celle du Suriname en 1979 et 2003-2004, respectivement.